# Син демон
„Син демон“ (на английски: Blue Demon) е мексиканско-американски телевизионен сериал от 2016 г., продуциран от Teleset за Телевиса и Sony Pictures Television. Сериалът се базира върху живота на известния мексикански професионален кечист и актьор Синия демон (на испански: Demonio Azul, на английски: Blue Demon).
В главните роли са Теноч Уерта и Ана Бренда Контрерас.

## Сюжет
Това е историята за произхода и живота на легендарния кечист Синия демон, но също така и на Алехандро Муньос, силен и упорит мъж, който трябва да измине път, пълен с препятствия, и за голямата му любов с Гоита, жената на живота му, и как, след като става шампион, открива, че най-голямото предизвикателство е да открие човека под маската.

## Актьори
Част от актьорския състав:
- Теноч Уерта – Алехандро Муньос / Синия демон
- Ана Бренда Контрерас – Гоита Вера
- Хоакин Косио – Игнасио Вера
- Янис Гереро – Карлос Крус
- Андрес Алмейда – Гийен
- Силверио Паласиос
- Артуро Кармона
- Томас Горос
- Алехандро де Марино – Франклин Фернандес
- Ана Лайевска – Силвия
- Арнулфо Рейес Санчес – Чеко Лопес
- Сесар Рене Вигне – Калавера

## Премиера
Премиерата на Синия демон е на 11 ноември 2016 г. на онлайн платформата Blim на Телевиса, като последният, 3. сезон, е излъчен на 14 април 2017 г. На 15 януари 2017 г. започва премиерно по канал Univision.

## Награди и номинации
Награди TVyNovelas 2017
| Категория                  | Номиниран            | Резултат   |
| -------------------------- | -------------------- | ---------- |
| Най-добър сериал           | Даниел Укрос         | Номинирана |
| Най-добра актриса в сериал | Ана Бренда Контрерас | Печели     |
| Най-добър актьор в сериал  | Теноч Уерта          | Номиниран  |